# Ragnar Östberg
Ragnar Östberg, (14 de julio de 1866 Estocolmo - 5 de febrero de 1945 Estocolmo) fue un arquitecto sueco, es considerado el principal representante en Suecia del denominado movimiento romántico nacional. Su obra más destacada el proyecto del Ayuntamiento de Estocolmo, construido entre 1909 y 1923, de estilo ecléctico, con reminiscencias históricas del medievo y el Renacimiento, combinando de manera muy acertada los diversos estilos, medievales, clásico y el romanticismo nacional.

## Biografía

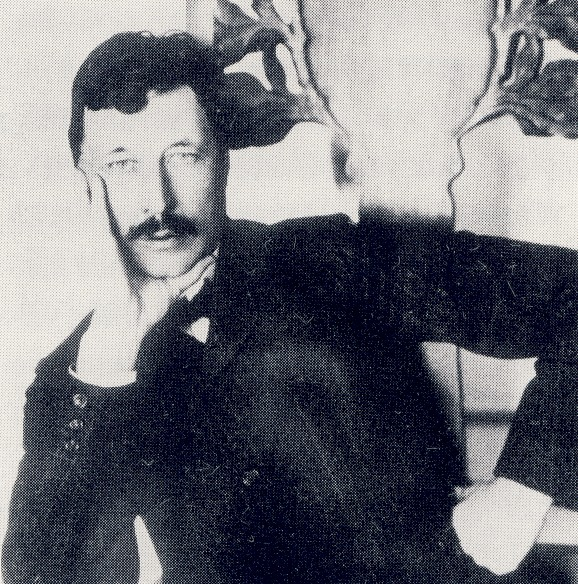
Retrato de Ragnar Östberg en 1917.

Nació en una familia de funcionarios. Tras estudiar en la Escuela Técnica Superior de Estocolmo entre 1885 y 1889 y la Academia de Bellas Artes entre 1888 y 1891, trabajando después con el arquitecto Isak Gustaf Clason. En 1893 emprende un viaje de estudios a través de los Estados Unidos, posteriormente entre los años 1896 y 1899 viajó por Europa, visitando Francia, Italia, Grecia, España y el Reino Unido, donde se interesa principalmente por la arquitectura tradicional del Mediterráneo. 
Comenzó su carrera como arquitecto de segundas residencias, en las áreas de Estocolmo y Uppland, en las que sabe aunar la artesanía y la tradición sueca de la construcción en madera con las formas más clásicas de influencia anglosajona. La villa Pauli en Djursholm, la villa Ekarne en Djurgården (ambas de 1905), la casa Geber en Estocolmo (1909) y Elfviksudde en la isla de Lidingö (1911) ilustran claramente esta síntesis. 
Su trabajo más importante sigue siendo el Ayuntamiento de Estocolmo, construido entre 1909 y 1923, que se considera un ejemplo sobresaliente del estilo romántico nacional sueco. 
Los últimos trabajos de Ragnar Östberg, como el museo de la historia naval en Estocolmo (1933-1936) o el Museo Zorn en Mora (1938-1939), están marcados por la búsqueda de un orden clásico y un interés en la artesanía, siendo escasa la influencia del funcionalismo arquitectónico, imperante en la década de 1930. A lo largo de su carrera también se dedicó a diseñó de mobiliario, en el que destaca el modelo de buzón, encargado por el Servicio de Correos de Suecia, en 1912.

## Obras más destacadas
- Nedre Manilla, Djurgården, Estocolmo
- Villa Ekarne, Djurgården, Estocolmo (1905)
- Villa Pauli, Djursholm, Estocolmo (1905)
- Scharinska villan, Umeå (1905)
- Aschanska villan, Umeå (1906)
- Teaterhuset, Umeå (1906-1907)
- Östermalms läroverk, Estocolmo (1906-1910)
- Patent- och registeringsverket, Estocolmo (1911-1921)
- Ayuntamiento de Estocolmo (1909-1923)
- Crématorium, Helsingborg (1929)
- Riksbron (puente), Estocolmo (1926-1930)
- Nation Värmlands (universidad), Upsala (1930)
- La escuela Stagnelius, Kalmar (1931-32)
- Museo de la historia naval , Estocolmo (1933-1936)
- Museo Anders Zorn, Mora (1938-1939)

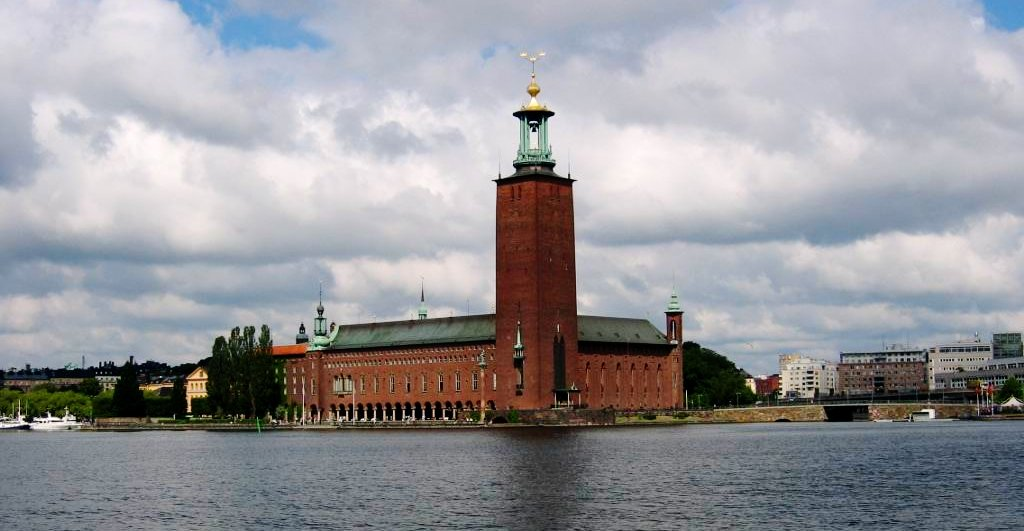
El ayuntamiento de Estocolmo es la obra más destacada de Östberg, que integra armoniosamente, las formas clásicas, medievales y románticas.